# Hierokracie
Hierokracie (z řeckého ἱερός hieros, svatý a κρατεῖν, kratein, vládnout, tedy svatovláda) je typ teokratické vlády, kdy vládu vykonává přímo duchovenstvo, nikoliv jiné instituce, které by jednaly pod záštitou duchovenstva. Příklady jsou středověký Papežský stát nebo lamaistický Tibet.